# Зятці
Зя́тці (рос. Зятцы) — присілок у складі Сюмсинського району Удмуртії, Росія.
Населення — 28 осіб (2010; 66 в 2002).
Національний склад (2002):
- удмурти — 91 %

## Урбаноніми[3]
- вулиці — Підгірна, Цілинна